# Žďárky
Žďárky (en allemand : Klein Brand) est une commune du district de Náchod, dans la région de Hradec Králové, en Tchéquie. Sa population s'élevait à 574 habitants en 2022. C’est une commune tchèque vivante et paisible avec beaucoup de verdures.

## Géographie
Žďárky se trouve à 4 km à l'est-sud-est de Hronov, à 8 km au nord-est de Náchod, à 41 km au nord-ouest de Hradec Králové et à 135 km à l'est-nord-est de Prague.
La commune est limitée par Hronov et Vysoká Srbská au nord, par la Pologne à l'est et au sud, par Malá Čermná, un quartier exclavé de Hronov, au sud-est, et par Velké Poříčí à l'ouest.

## Histoire
La première mention écrite de la localité date de 1415.

## Transports
Par la route, Žďárky se trouve à 4 km de Hronov, à 10 km de Náchod, à 50 km de Hradec Králové et à 169 km de Prague. 